# Университет „Мария Склодовска-Кюри“
Университетът „Мария Склодовска-Кюри“ (официално име „Мария Кюри-Склодовска“, на полски: Uniwersytet Marii Curie-Skłodowskiej w Lublinie) е държавен университет в Люблин, Полша. Открит е на 23 октомври 1944 г. и носи името на полската физичка и химичка Мария Кюри.
Броят на студентите му днес е почти 36 хиляди. Обучението се извършва в рамките на 11 факултета и един извънградски факултет в Пулави. Сред преподавателите в него има над 300 професори.
До 2021 г. Университетът има над 250 000 абсолвенти.

## Рейтинг
През 2011 г. полският всекидневник Rzeczpospolita поставя Университета „Мария Склодовска-Кюри“ на 11-о място измежду полските държавни университети.

## История
Университетът е създаден на 23 октомври 1944 г. като държавен университет. Първоначално той функционира с четири факултета: Медицински, Природни науки, Селско стопанство и Ветеринарна медицина, но за по-малко от три месеца се създава пети - Фармацевтичен. Тържественото откриване на първата учебна година се състои на 14 януари 1945 г. По това време научният състав включва 42 професори, в това число от университетите в Лвов и Вилнюс, а 806 студенти започват обучението си в университета. Организатор и първи ректор на университета е зоологът проф. Хенрик Раабе (Henryk Raabe).
Университетът остава с този си профил  до 50-те години на миналия век. През 1949 г. се разширява и чрез създаване на Юридическия факултет. Година по-късно от университета се отделят факултетите по медицина и фармация, които формират основата на Медицинска академия (сега Медицински университет). През 1951 г. вече съществуващият Факултет по математика и природни науки е разделен на два факултета: Факултет по математика, физика и химия и Факултет по биология и науки за Земята. Година по-късно се открива Факултетът по хуманитарни науки, а през 1953 г. Факултетът по животновъдство.
Университетът претърпява значителна реорганизация през 1955 г., когато от него се отделят: Земеделски факултет, Ветеринарен факултет и Зоотехнически факултет, които създават основите на Селскостопанската академия, сега Университет по природни науки. Университетът навлиза във втората половина на 50-те години на миналия век с четири факултета: Биология и науки за земята, Математика, физика и химия, Право и Хуманитарни науки. По това време в университета са работят 414 души, сред които 55 професори и доценти, 145 помощни научни работници, и учат 1389 студенти.
Редът, по който се изписват имената на Мария Кюри в името  на университета е приет от френски език. Законът не позволява на университетските власти да променят формата на наименованието. Самата Мария Кюри е използвала двете форми на изписване на фамилното си име като взаимнозаменяеми. 

## Ректорско ръководство

### Ректорско ръководство с мандат 2020–2024[6]
- Ректор – проф. д-р Радослав Доброволски
- Заместник-ректор по студентски въпроси и качество на образованието – проф. Дорота Колодинска
- Заместник-ректор по науки и международно сътрудничество – проф. Веслав Грушецки
- Заместник-ректор по развитие и стопанско сътрудничество – д-р Збигнев Пастушак
- Заместник-ректор по общи въпроси – д-р Аркадиуш Береза

### Ректори на Университет „Мария Кюри-Склодовска“
- Пълен списък на ректорите[7]:
- Хенрик Раабе (24 октомври 1944 – 31 август 1948)
- Тадеуш Келановски (1 септември 1948 – 31 декември 1949)
- Бохдан Добжански (1 stycznia 1952 – 31 август 1955)
- Анджей Бурда (1 септември 1955 – 7 май1957)
- Адам Пашевски (8 май1957 – 31 август 1959)
- Гжегож Леополд Сеидлер (1 септември 1959 – 11 април 1969)
- Збигнев Лоркевич (1юли 1969 – 30 септември 1972)
- Веслав Скшидло (1 октомври 1972 – 31 август 1981)
- Тадеуш Башински (1 септември 1981 – 21 май 1982)
- Юзеф Шимански (24 май1982 – 31 август 1984)
- Станислав Ужак (1 септември 1984 – 31 август 1987)
- Зджислав Цацковски (1 септември 1987 – 30 ноември 1990)
- Еугениуш Гоншор (1 декември 1990 – 14 август 1993)
- Кажимеж Гоебел (24 септември 1993 – 31 август 1999)
- Мариан Харашимюк (1 септември 1999 – 31 август 2005)
- Веслав Камински (1 септември 2005 – 31 август 2008)
- Анджей Домбровски (1 септември 2008 – 31 август 2012)
- Станислав Михаловски (1 септември 2012 – 31 август 2020)[9][10]
- Радослав Доброволски (1 септември 2020 – понастоящем)

## Факултети
- Художествен факултет, основан 1989/(1997)
- Факултет по биология и биотехнологии, основан 1944/(1952)/2011
- Факултет по химия, основан	1944/(1989)
- Факултет по икономика, основан 1965
- Факултет по философия и социология, основан 1990
- Факултет по хуманитаристика, основан 1952
- Факултет по математика, физика и информатика, основан	1944/1952/1989/(2001)
- Факултет Науки за земята и териториално устройство, основан 1944/(1952)/2011
- Факултет по педагогика и психология, основан 1973
- Факултет по политология, основан 1993
- Факултет по право и администрация, основан 1949
- Извънградски факултет в Пулави, основан 2014

Общият брой на студентите през академичната 2012/2013 година е 26 661 (18 811 редовно обучение, 4829 задочно обучение, 2221 следдипломна квалификация и  800 докторанти). През академичната 2016/2017 година броят на студентите надвишава 21 000; приети са 9000 нови студенти, като обучението си в университета започват 670 чужденци от 13 страни.

## Образование
Университетът обучава студенти в 80 направления по над 150 специалности в рамките на бакалавърска и магистърска програма в различни области на науката и около 100 направления за следдипломна квалификация. През 2012 г. към Университет „Мария Кюри-Склодовска“ е открит Детски университет в Люблин, който организира занятия за деца на възраст от 6 до 12 години. 

## Университетска база

### Сгради на университета
Университет „Мария Кюри-Склодовска“ обучава студентите си в 10 сгради, две от които са исторически и архитектурни забележителности в центъра на Люблин. Останалите сгради са разположени на територията на Академичния град, построен по инициатива на професор Гжегож Леополд Сеидлер. В рамките на Академичния град се намират и студентските общежития, ректоратът, деканатите на повечето факултети, студентска поликлиника, библиотеки, Академичен спортен център и Академичен културен център, както и университетското издателство, някои обекти на Католическия университет в Люблин и на Университета по природни науки. 

### Централна библиотека на Университет „Мария Кюри-Склодовска“
Библиотеката представлява библиотечно-информационен център, който се състои от Централна библиотека и специализирани библиотеки. През 2016 г. библиотечният фонд на Централна наброява 1 706 793 заглавия, а фондът на цялата библиотечно-информационна система – 2 677 087.

## Доктор хонорис кауза на Университет „Мария Кюри-Склодовска“
Специална статия по темата на полски език

## Галерия
- Факултет по математика, физика и информатика
- Централна университетска библиотека (стар корпус)
- Център по полонистика
- Централна университетска библиотека (нов корпус)

## Личности
Възпитаници
- Еугениуш Ткачишин-Дицки (р. 1962) – полски поет

Преподаватели
- Лудвик Флек (1896 – 1961) – полски и израелски лекар и биолог
- Йежи Бартмински (1939 – 2022) – полски езиковед, етнолингвист, фолклорист
- Петър Сотиров (р. 1958) – български и полски славист, социолингвист